# Baku Ishii
Baku Ishii (石井漠?, Ishii Baku; Akita, 25 dicembre 1886 – Tokyo, 7 gennaio 1962) è stato un danzatore e coreografo giapponese.

## Biografia
Nato in una famiglia di produttori di sakè, Ishii inizialmente aspirava a diventare compositore. Si trasferì a Tokyo nel 1909 e, dopo varie esperienze nel teatro e nella musica, si avvicinò alla danza. Nel 1916 adottò il nome d'arte "Baku".
Nel 1922 intraprese un viaggio in Occidente con la cognata Konami Ishii per studiare la danza contemporanea. A Berlino, nel 1923, debuttò come danzatore al Brüthner Saal e assistette ad alcuni recital di Mary Wigman, ma, pur riconoscendone i meriti artistici, declinò l'invito a entrare nella sua scuola. Si esibì in vari paesi europei e negli Stati Uniti, diventando un pioniere della danza moderna giapponese, basando la propria tecnica sull'Ausdruckstanz, una forma di danza espressiva tedesca.
Nel 1925, accreditato come Bac Ishii, partecipò insieme a Konami Ishii al film documentario tedesco Wege zu Kraft und Schönheit, in cui vengono mostrati estratti di sue coreografie.
Tornato in Giappone nel 1925, fondò nel 1928 una scuola di danza a Jiyūgaoka. Nel 1926 si recò in Corea, dove fu il primo a introdurre la danza moderna; durante una sua esibizione ispirò una giovane Choi Seung-hee, che lo seguì in Giappone per studiare danza con lui. Tra i suoi allievi coreani vi furono anche Cho Taek-won e Gang Hong-sik.
Ishii era padre dei compositori Kan Ishii e Maki Ishii, e fratello del compositore Gorō Ishii.

## Opere teatrali
- Wandering Group (1948), con musiche di Akira Ifukube
- Ningen Shaka (1953), con musiche di Akira Ifukube

## Filmografia
- Forza e bellezza (Wege zu Kraft und Schönheit), regia di Wilhelm Prager – documentario (1925)

## Riconoscimenti
- 1950 – Premio del Ministro dell'Istruzione per Mystery of the Sphinx
- 1954 – Premio del Festival delle Arti per Ningen Shaka
- 1955 – Medaglia d'onore con nastro viola, primo danzatore a riceverla dopo la riforma del sistema onorifico giapponese